# Campodorus crassipes
Campodorus crassipes là một loài tò vò trong họ Ichneumonidae.